# TOKONA-X
TOKONA-X（トコナ・エックス、本名：古川   竜一、1978年10月20日 - 2004年11月22日）は、日本のヒップホップMC。通称、T-X、BIG若旦那、トコナメ、トウカイテイオー。名前の由来は愛知県の常滑市よりきている。

## 来歴
神奈川県横浜市で生まれ育つが、家庭の事情で愛知県常滑市に転居した。その後ヒップホップと出会い、ラッパーとしての活動を開始し、刃頭とのユニット「刃頭 & TOKONA-X」としてさんピンCAMPに前座という形で出演。後に「ILLMARIACHI」を刃頭と結成。また、AKIRA、"E"qualらと共に3MC'sの「M.O.S.A.D.」の一員として活動もしていた。ソロ活動としてはDef Jam Japanに所属し、アルバムを1枚発表。
2004年11月22日、午後17時40分に急逝。満26歳没。公式発表では、夏からかかっていた熱中症に伴う体力低下による心停止と判断された。死因は心臓性突然死。
2013年10月23日、逝去後長らく廃盤及び入手困難となっていたアルバム『トウカイXテイオー』とシングル『知らざあ言って聞かせやSHOW』が再発される。なお、再発盤ではあえてリマスタリングなどのデジタル処理は行わず、当時TOKONA-Xが納得して発表したそのままの状態でリリースされた。

## ディスコグラフィ

### シングル
- 『I Just Wanna...』（2003年7月24日）
- 『Let me know ya...』（2003年10月8日）オリコン39位
- 『知らざあ言って聞かせやSHOW』（2004年1月14日）オリコン84位

### 配信限定シングル
| 発売日         | タイトル                                  |
| -------------- | ----------------------------------------- |
| 2014年11月22日 | TOKAI X BULLSHIT (feat. BALLERS)          |
| 2015年11月20日 | Where's My Hood At ? REMIX (feat. Maccho) |
| 2015年11月20日 | H2 Remix feat. ROWSHI                     |
| 2015年11月20日 | C'MON AT MY HOOD REMIX feat. KEISHI       |
| 2023年11月22日 | NEW YORK, NEW YORK 2023                   |

### アルバム
- 『トウカイXテイオー』（2004年1月28日）オリコン36位
- 『GIANT foot STEP』（2004年12月22日）オリコン259位
- 『BEST OF TOKONA-X mixed by DJ RYOW』（2009年11月25日）オリコン45位

### 客演
- 狂言廻し/SMOKEE RAW feat.TOKONATURA
- GUESS WHAT?/刄頭 feat.JUMBO MAATCH,TOKONA-X
- FABULOUS/TOKONA-X feat.AKIRA,EQUAL(RAP WARZ DONPACHI!)収録作品
- FINGA TEQ/DJ KENSAW feat.1-LOW,TOKONA-X
- EQUIS. EX. X/D.O.I. feat.TOKONA-X(HARLEM ver.1)収録作品
- MURDA !!!! （KILLA EMCEE)/DABO feat.TOKONA-X
- CHAIN REACTION/MURO feat.UZI,DELI,Q,BIGZAM,TOKONA-X,GORE-TEX
- 問題G/GANXSTA D.X feat.TOKONA-X & DJ TANAKEN
- BONDS/Mr. BEATS feat.MACCHO,TOKONA-X
- Dirty go around/TOKONA-X feat.asm.
- アタッテクダケ〜トツゲキのテーマ〜/AQUARIUS feat.TAD'S A.C. & TOKONA-X
- YA HEARD !? PT.2/SPHERE of INFLUENCE feat.DABO,TOKONA-X
- 駆け引きはイラナイ/aile feat.TOKONA-X
- チャッチャッ/AQUARIUS feat.TOKONA-X,BASS,MIKRIS
- Disturbance/DOUBLE feat.TOKONA-X
- Shake ya head(Remix)/DJ KOYA feat.HI-D,TOKONA-X
- PRIDE/BRIER feat.TOKONA-X
- **** THE WORLD/MAGUMA MC'S feat.TOKONA-X & DBK
- get big "the ballers"/EQUAL feat.TOKONA-X,AKIRA&G-Conqueror
- Fuck' em 〜でらわや〜/TOKONA-X + LATIN RAS KAZ
- Gud & blues/Kalassy Nikoff feat.TOKONA-X
- ACCOMPLICE/DJ 4-SIDE feat.LA BONO.U.X.I.,Mr.OZ,TOKONA-X
- 毒々/NITRO MICROPHONE UNDERGROUND feat.TOKONA-X
- EGO/Meyou feat.TOKONA-X
- COAST 2 COAST/DJ NISHIMIA feat.TOKONA-X,C.T,4WD
- PXXXY/刃頭 feat.TOKONA-X
- WHO ARE U ?/DJ RYOW feat.TOKONA-X
- "T"/DJ RYOW feat.TOKONA-X
- T-X/EQUAL feat.TOKONA-X
- IF I ．．．2005(Remix)/DJ RYOW feat.TOKONA-X,WATT,SYGNAL
- C'MON AT MY HOOD/TOKONA-X feat.KEISHI
- NEW YORK/DJ RYOW and TOMOKIYO(GRAND BEATZ) feat.EQUAL,RYUZO,般若,
- Music Hustlin'/"E"qual feat.般若,AK-69,AKIRA,MACCHO,TOKONA-X, DJ NONKEY